# Wilkes County (North Carolina)
Wilkes County ist ein County im Bundesstaat North Carolina der Vereinigten Staaten. Der Verwaltungssitz (County Seat) ist Wilkesboro.

## Geographie
Das County liegt im Nordwesten von North Carolina, ist im Norden etwa 30 km von Virginia, im Westen etwa 35 km von Tennessee entfernt und hat eine Fläche von 1968 Quadratkilometern, wovon 7 Quadratkilometer Wasserfläche sind. Es grenzt im Uhrzeigersinn an folgende Countys: Surry County, Yadkin County, Iredell County, Alexander County, Caldwell County, Watauga County, Ashe County und Alleghany County.
Wilkes County ist in 24 Townships aufgeteilt: Antioch, Beaver Creek, Boomer, Brushy Mountains, Call, Edwards, Elk, Jobs Cabin, Lewis Fork, Lovelace, Moravian Falls, Mulberry, New Castle, North Wilkesboro, Reddies River, Rock Creek, Somers, Stanton, Traphill, Hays, Union, Walnut Grove und Wilkesboro.

## Geschichte
Wilkes County wurde 1777 aus Teilen des Surry County gebildet. Diese Maßnahme trat am 12. Februar 1778 in Kraft. Benannt wurde es, ebenso wie die Bezirkshauptstadt Wilkesboro, nach John Wilkes, einem britischen Journalisten und radikalen Politiker.
22 Bauwerke und Stätten des Countys sind insgesamt im National Register of Historic Places eingetragen (Stand 18. März 2018).

## Demografische Daten
Nach der Volkszählung im Jahr 2000 lebten im Wilkes County 65.632 Menschen in 26.650 Haushalten und 19.321 Familien. Die Bevölkerungsdichte betrug 33 Einwohner pro Quadratkilometer. Ethnisch betrachtet setzte sich die Bevölkerung zusammen aus 92,95 Prozent Weißen, 4,16 Prozent Afroamerikanern, 0,14 Prozent amerikanischen Ureinwohnern, 0,32 Prozent Asiaten, 0,04 Prozent Bewohnern aus dem pazifischen Inselraum und 1,71 Prozent aus anderen ethnischen Gruppen; 0,66 Prozent stammten von zwei oder mehr Ethnien ab. 3,45 Prozent der Bevölkerung waren spanischer oder lateinamerikanischer Abstammung.
Von den 26.650 Haushalten hatten 30,2 Prozent Kinder unter 18 Jahren, die bei ihnen lebten. 59,1 Prozent davon waren verheiratete, zusammenlebende Paare, 9,4 Prozent waren allein erziehende Mütter und 27,5 Prozent waren keine Familien. 24,5 Prozent waren Singlehaushalte und in 10,0 Prozent lebten Menschen mit 65 Jahren oder älter. Die Durchschnittshaushaltsgröße betrug 2,43 und die durchschnittliche Familiengröße war 2,87 Personen.
22,6 Prozent der Bevölkerung waren unter 18 Jahre alt. 7,9 Prozent zwischen 18 und 24 Jahre, 29,7 Prozent zwischen 25 und 44 Jahre, 25,7 Prozent zwischen 45 und 64, und 14,1 Prozent waren 65 Jahre alt oder Älter. Das Durchschnittsalter betrug 38 Jahre. Auf alle weibliche Personen kamen 97,3 männliche Personen. Auf alle Frauen im Alter von 18 Jahren oder darüber kamen 95,7 Männer.
Das jährliche Durchschnittseinkommen eines Haushalts betrug 34.258 US-Dollar und das jährliche Durchschnittseinkommen einer Familie betrug 40.607 US-Dollar. Männer hatten ein durchschnittliches Einkommen von 27.346 US-Dollar gegenüber den Frauen mit 21.089 US-Dollar. Das Prokopfeinkommen betrug 17.516 US-Dollar. 11,9 Prozent der Bevölkerung und 8,8 Prozent der Familien lebten unterhalb der Armutsgrenze. 13,2 Prozent von ihnen sind Kinder und Jugendliche unter 18 Jahre und 17,2 Prozent sind 65 Jahre oder älter.